# Língua malinesa de sinais
A língua malinesa de sinais ou língua gestual malinesa, também conhecida como língua de sinais (ou gestual) de Bamako é a língua de sinais (pt: língua gestual) usada pela comunidade surda no Bamako, no Mali.